# William Woodbridge
William Woodbridge (Norwich, 1780. augusztus 20. – Detroit, 1861. október 20. vagy 1861. október 29.) az Amerikai Egyesült Államok szenátora (Michigan, 1841–1847).